# IAR-14
IAR-14 a fost un avion monoplan românesc cu aripă joasă, de concepție și realizare în întregime românească a anilor 1930. Realizatorul său era Industria Aeronautică Română, cu scopul declarat de a fi un avion monoloc de luptă, destinat antrenamentului.

## Istoric

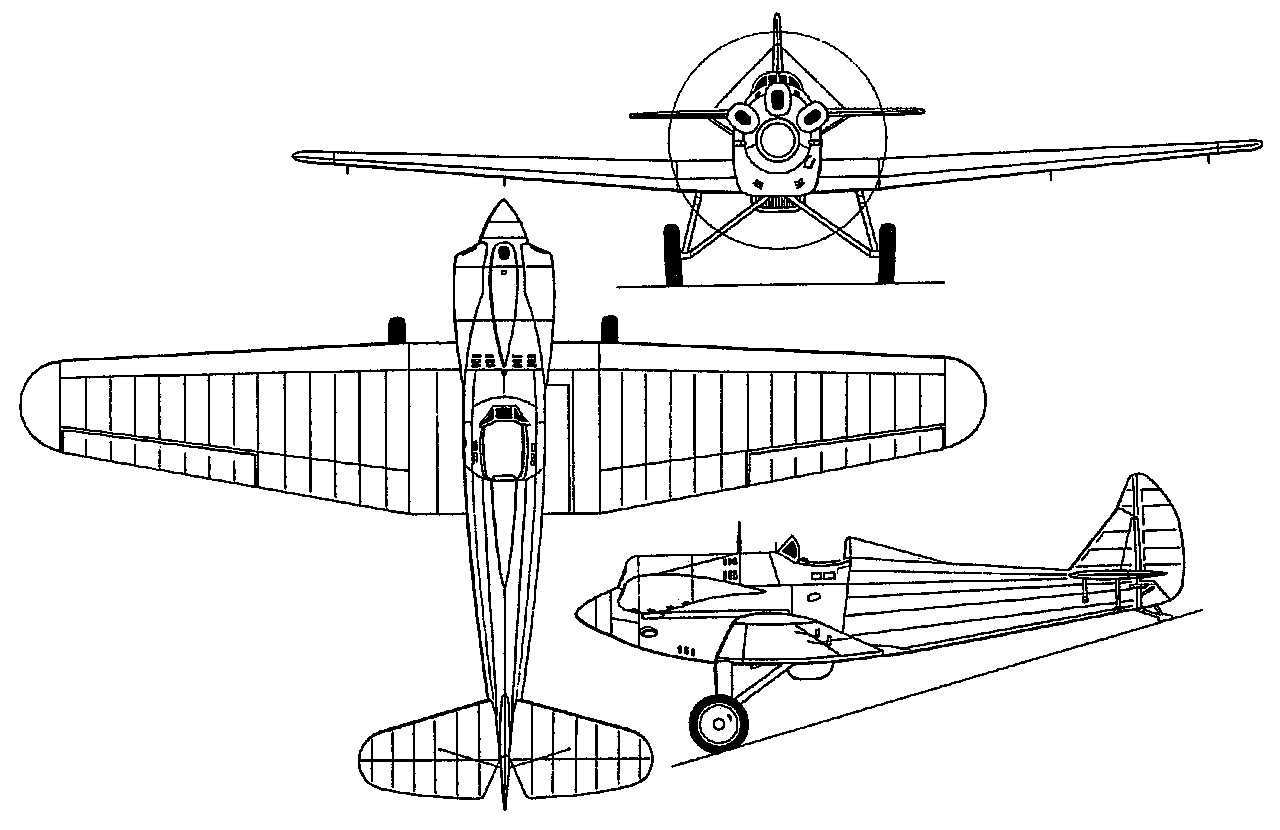
Schițele IAR-14 în trei vederi.

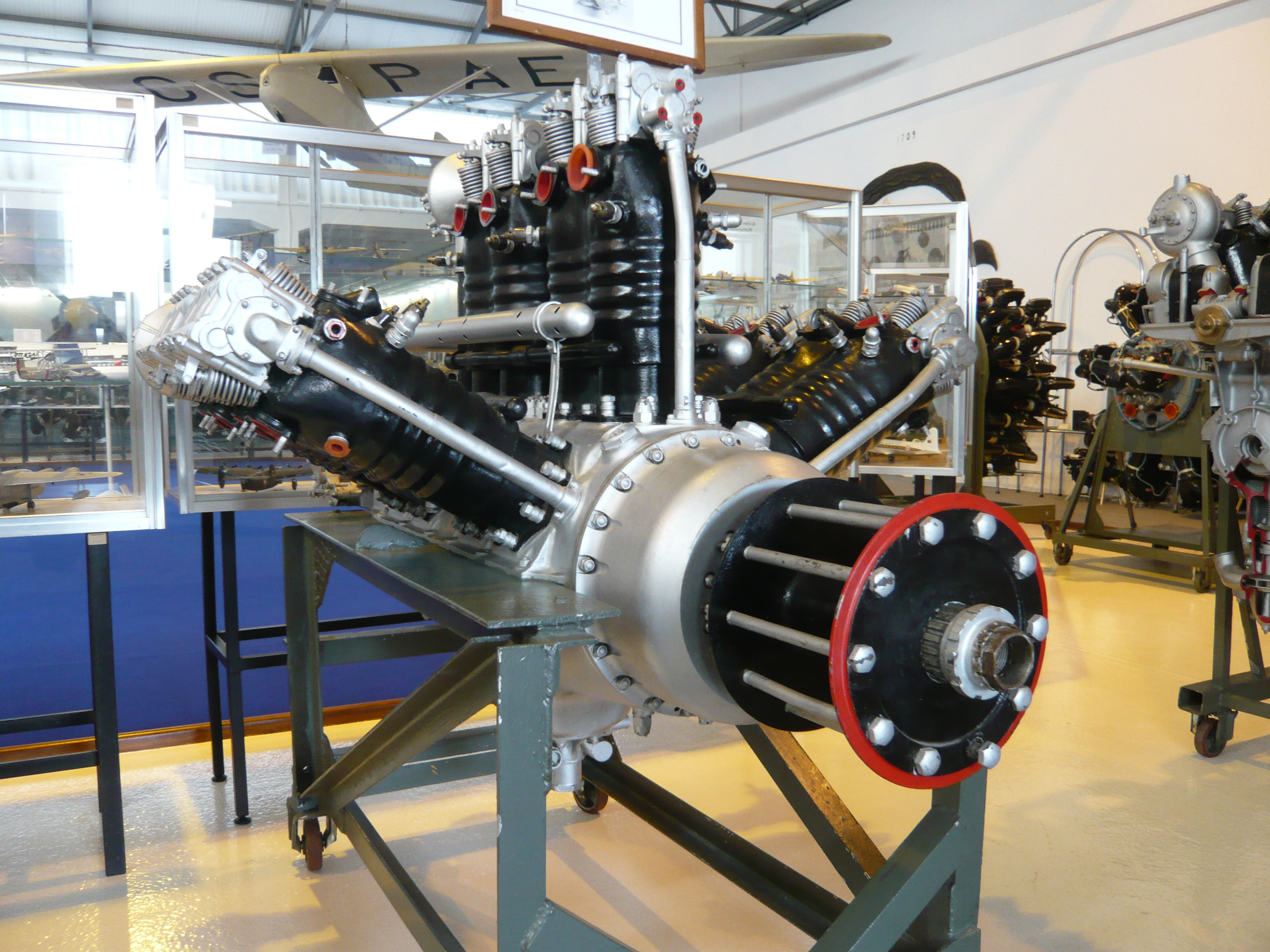
Motor Lorraine-Dietrich 12Eb la Museu do Ar.

Avionul a fost proiectat de Elie Carafoli și echipa sa și realizat în anul 1933, la uzinele IAR din Brașov, reprezentând o evoluție față de prototipul IAR-13. Fuzelajul are o formă rectangulară, fiind construit din lemn, în partea posterioară și duraluminiu, în partea anterioară. Aripa era plasată jos, soluție modernă în epocă. Motorul cu care era echipat IAR 14 era un motor în „W” răcit cu apă de tip IAR LD-450, licență Lorraine-Dietrich 12Eb, produs și el la IAR. 
Primul zbor a fost efectuat în iunie 1933, fiind un succes. În septembrie 1933 au fost comandate 20 de avioane de acest tip. Deoarece seria era mică, livrările au trenat, ultimul avion (20) fiind livrat abia în 1939, înaintea începerii celui de-al Doilea Război Mondial, când avionul era deja uzat moral și depășit de IAR-80.
Toate avioanele au fost în dotarea școlii de pilotaj de la Tecuci. Nu a avut niciun accident de zbor până la scoaterea din dotare, în 1940.
Ordinea dezvoltării: IAR-13 - IAR-14 - IAR-16
Avioane comparabile: Boeing P-26, Dewoitine D.500, Avia BH-3.

## Caracteristici
Caracteristici generale
Echipaj: 1 pilot
Caracteristici tehnice:
- Lungime: 7,52 m
- Anvergură: 11,7 m
- Înălțime: 2,5 m
- Suprafață portantă: 20,3 m2
- Masă (gol): 1225 kg
- Masă (gata de zbor): 1552 kg
- Motor: 1 x IAR LD-450 de 450 CP (330 kW)

Performanțe:
- Viteză maximă: 285 km/h
- Viteză minimă: 110 km/h
- Plafon de zbor: 8000 m
- Autonomie: 600 km

Armament
- 2 x 7,7 mm mitraliere Vickers, montate în fuzelaj, cu tragere prin discul elicei.